# 441 aC
El 441 aC va ser un any del calendari romà prejulià.

## Esdeveniments
- Sòfocles és elegit estrateg a Atenes.[1]
- Són elegits cònsols a Roma Gai Furi Pàcil Fus i Marc Papiri Cras.[2]

## Necrològiques
- Zhou ai wang, rei de la dinastia Zhou, a la Xina.[3]